# Віллман 1
Віллман 1 (англ. Willman 1) — ультра-тьмяна карликова галактика (або зоряне скупчення), виявлена в 2004 році. Її назвали на честь Бет Віллман з коледжу Хаверфорд, головного автора дослідження, заснованого на даних Слоанівського цифрового огляду неба. Об'єкт є супутником Чумацького Шляху, розташованим ~120 000 світлових років від Сонця. Віллман 1 має форму еліпса з напівсвітовим радуісом приблизно 25 парсек. Його геліоцентрична швидкість приблизно -13 км/сек.
У 2007 році вона була оголошена найменш масивною відомою галактикою, відкривши нову категорію ультра-маломасивних галактик, менших, ніж теоретичний мінімум у 10 мільйонів сонячних мас, який на той час вважався необхідним, щоб сформувати галактику, але у 2013 році поступилася Segue 2.
Станом на 2011 рік це була друга найменш яскрава відома галактика (після  Segue 1), світність якої складає менш ніж одну десятимільйонну світності Чумацького Шляху. Вона має абсолютну величину від −2.7 ± 0.7. Спостереження показали, що її маса становить близько 0,4 млн. сонячних мас, тобто співвідношення маса-світність для неї становить близько 800. Велике значення цього співвідношення означає, що у Віллман 1 домінує темна матерія. Однак оцінити масу таких тьмяних об'єктів важко, оскільки будь-яка масова оцінка базується на припущенні, що об'єкт є гравітаційно пов'язаним, а воно може бути неправильним, якщо об'єкт знаходиться в процесі припливного (гравітаційного) руйнування.
Зоряне населення Віллман 1 складається в основному зі старих зір, які утворилися понад 10 мільярдів років тому. Металічність цих зірок теж на дуже низькому рівні [Fe/H] ≈ −2.1, що означає, що вони містять у 110 разів менше важких елементів, ніж Сонце.

## Нотатки
a. ^ 15.2 ± 0.4 видима зоряна величина − 5 * (log10(38 ± 7 кілопарсек відстань) − 1) = −2.7 абсолютна зоряна величина